# シングル・コレクション (浅香唯のアルバム)
『シングル・コレクション』は、浅香唯の3枚目のベスト・アルバム。1992年11月25日にマイカルハミングバードよりリリースされた。

## 解説
- 「夏少女」から「愛しい人と眠りたい」までの全シングルA面のオリジナル・バージョン、アルバムに収録されていないシングルB面、ビデオのみの収録だった「勇気」「夜が明けるまで」を収録した2枚組、全33曲を収録している。
- アルバム初収録楽曲は、シングルA面のオリジナル・バージョンが5曲、B面曲が9曲、初CD化が2曲で、計16曲に及ぶ。
- 「Melody」のB面「フレンド」は、どのアルバムにも収録されていないが、本作には収録されなかった。
- 「NEVERLAND 〜YAWARA!メインテーマ〜」のB面「笑顔はどうしたの」は浅香唯名義のアルバムには収録されていないが、主演映画『YAWARA!』のサウンドトラック『YAWARA! オリジナル・サウンドトラック』に収録されているためか、本作には収録されなかった。
- 1995年4月25日に、マイカルハミングバードの事業を引き継いだワーナーミュージック・ジャパンから廉価版CDで再発売されたが、こちらは歌詞カードが写真集付きブックレットから、写真なしの折り畳み紙1枚に変わっている。

## 収録曲

### Disc-1
1. 夏少女
  - 作詞: 三浦徳子、作曲: 小杉保夫、編曲: 大谷和夫
2. 一人ぼっちのランデブー
  - 作詞: 三浦徳子、作曲: 小杉保夫、編曲: 大谷和夫
  - アルバム初収録
3. ふたりのMoon River
  - 作詞: 三浦徳子、作曲: 小杉保夫、編曲: 矢野立美
4. ヤッパシ…H!
  - 作詞: 森雪之丞、作曲: 馬飼野康二、編曲: 馬飼野康二
5. コンプレックスBANZAI!!
  - 作詞: 神沢礼江、作曲: 三浦一年、編曲: 西本明
6. 10月のクリスマス
  - 作詞: 森浩美、作曲: 吉実明宏、編曲: 若草恵
7. STAR
  - 作詞: 有川正沙子、作曲: タケカワユキヒデ、編曲: 鷺巣詩郎
8. 瞳にSTORM
  - 作詞: 湯川れい子、作曲: 井上大輔、編曲: 新川博
9. エスケイプの夏
  - 作詞: 吉元由美、作曲: 鷺巣詩郎、編曲: 鷺巣詩郎
  - アルバム初収録
10. 虹のDreamer
  - 作詞: 湯川れい子、作曲: 井上大輔、編曲: 新川博
11. Blue Horizon
  - 作詞: 阿部孝夫、作曲: 都志見隆、編曲: 若草恵
  - アルバム初収録
12. Remember
  - 作詞: 湯川れい子、作曲: 来生たかお、編曲: 中村哲
13. Believe Again
  - 作詞: 麻生圭子、作曲: 中崎英也、編曲: 萩田光男
14. 19時のLunar
  - 作詞: 石川あゆ子、作曲: 来生たかお、編曲: 萩田光男
  - アルバム初収録
15. 勇気
  - 作詞: 森雪之丞、作曲: 中崎英也、編曲: 中村哲
  - ビデオ『Candid Girl』に収録
  - 初CD化
16. C-Girl
  - 作詞: 森雪之丞、作曲: NOBODY、編曲: 井上鑑

### Disc-2
1. セシル
  - 作詞: 麻生圭子、作曲: NOBODY、編曲: 戸塚修
  - シングル・バージョンとしてアルバム初収録
2. 哀しみの翼
  - 作詞: 佐藤純子、作曲: 天野滋、編曲: 鷺巣詩郎
  - アルバム初収録
3. Melody
  - 作詞: 森雪之丞、作曲: 木根尚登、編曲: 萩田光男
  - シングル・バージョンとしてアルバム初収録
4. TRUE LOVE
  - 作詞: 吉元由美、作曲: 井上ヨシマサ、編曲: 井上鑑
5. NIGHT DANCER
  - 作詞: 真名杏樹、作曲: 天野滋、編曲: 鷺巣詩郎
  - アルバム初収録
6. NEVERLAND 〜YAWARA!メインテーマ〜
  - 作詞: 麻生圭子、作曲: NOBODY、編曲: 井上鑑
7. 恋のロックンロール・サーカス
  - 作詞: 売野雅勇、作曲: NOBODY、編曲: 井上鑑
  - シングル・バージョンとしてアルバム初収録
8. 愛の元気主義
  - 作詞: 売野雅勇、作曲: NOBODY、編曲: 西平彰
  - アルバム初収録
9. DREAM POWER
  - 作詞: 森浩美、作曲: 吉実明宏、編曲: 中村哲
10. Be Yourself
  - 作詞: 亜伊林、作曲: NOBODY、編曲: 戸塚修
  - アルバム初収録
11. Chance!
  - 作詞: 麻生圭子、作曲: 織田哲郎、編曲: 井上鑑
  - シングル・バージョンとしてアルバム初収録
12. Smile Away
  - 作詞: 麻生圭子、作曲: 伊藤心太郎、編曲: 井上鑑
  - アルバム初収録
13. ボーイフレンドをつくろう
  - 作詞: 麻生圭子、作曲: 羽田一郎、編曲: 井上鑑
14. Self Control
  - 作詞: 浅香唯、作曲: 鎌田ジョージ、編曲: 井上鑑
  - シングル・バージョンとしてアルバム初収録
15. 恋のUpside-Down
  - 作詞: 森雪之丞、作曲: 鎌田ジョージ、編曲: 鎌田ジョージ
16. 愛しい人と眠りたい
  - 作詞: 松本隆、作曲: 大森隆志、編曲: 大森隆志
17. 夜が明けるまで
  - 作詞: 浅香唯、作曲: 伊藤心太郎、編曲: 井上鑑
  - ビデオ『Self Control』に収録。
  - TOKYO FM『スーパーFMマガジン 浅香唯のNORU SORU』エンディングテーマ
  - 初CD化